# Lenguas kimbundu
Las lenguas kimbundu o mbundu septentrionales son un grupo de lenguas bantúes, codificadas como H.20 en la clasifación de Guthrie. De acuerdo con Nurse y Philippson (2003), probablemente forman una unidad filogenética válida, aunque este punto necesita clarifiación adicional. Las lenguas del grupo son:
Kimbundu (Mbundu), Sama, Bolo, Mpinda
el songo se considera frecuenteetne un dialecto del kimbundu, pero parece que podría ser más bien una de las lenguas teke.